# Rerum novarum

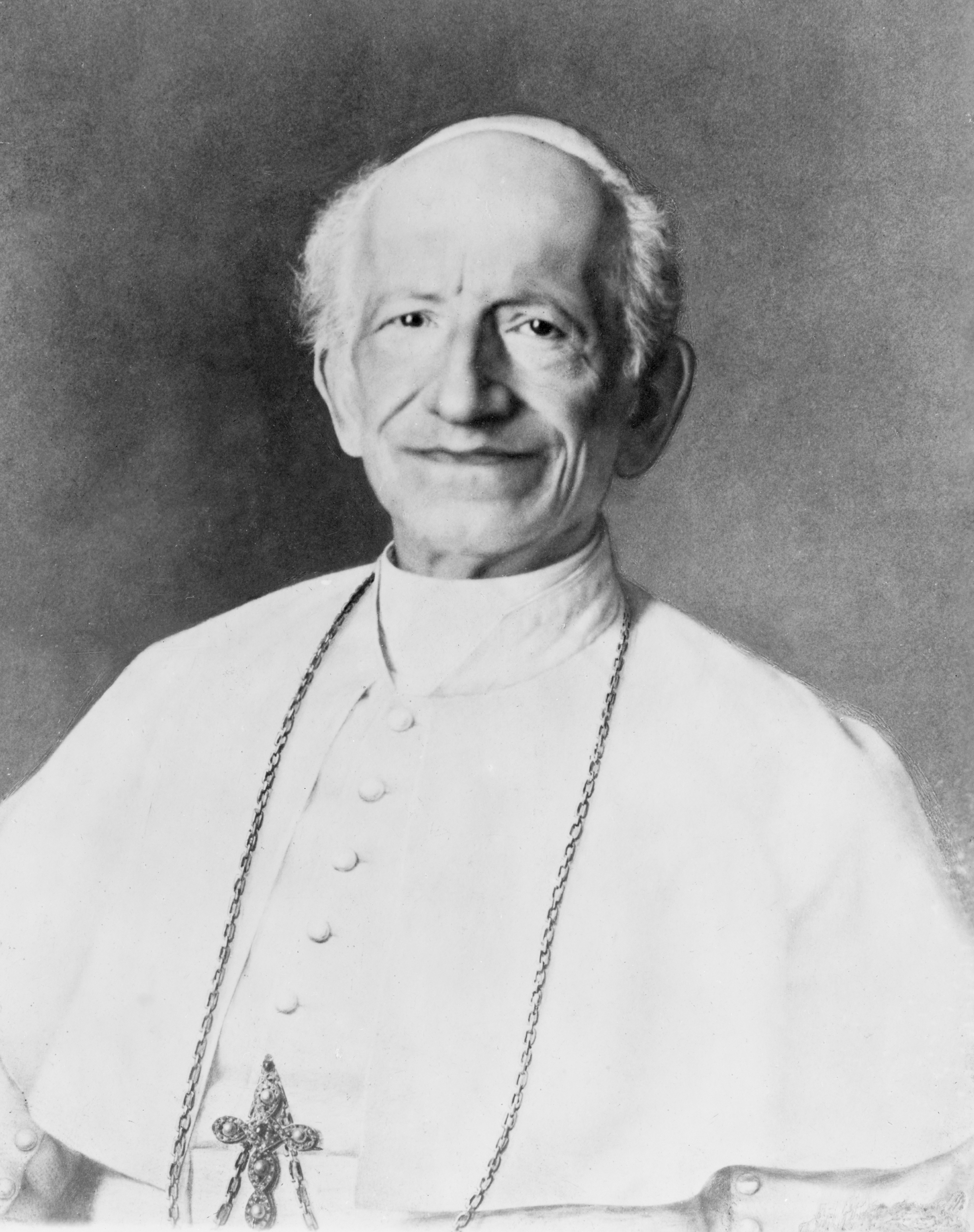
Påve Leo XIII.

Rerum novarum, latin ”Om de nya tingen”, är en encyklika promulgerad av påve Leo XIII den 15 maj 1891. Med denna encyklika ville Leo XIII göra kyrkan uppmärksam på samtidens sociala problem. Han försvarade arbetarklassens socioekonomiska rättigheter. Vidare förfäktade han rätten till privat egendom och fördömde socialismens läror, en syn som har kallats distributism. Encyklikans budskap upprepades och förnyades i encyklikorna Quadragesimo anno (1931) och Mater et magistra (1961).